# Весна Ковачевић Соколовић
Весна Ковачевић-Соколовић (Босанска Крупа, 29. март 1962) српска је песникиња. Члан је УКС-а од 2018. Статус слободног уметника остварила је 2019. године.

## Биографија
Весна Ковачевић-Соколовић је рођена у Босанској Крупи, где је завршила основну школу и гимназију. Након тога, одлази у Београд, где завршава Факултет политичких наука.
Живи и ради у Београду.

## Прозни опус
Прву збирку песама Бол песникиња је објавила у Београду, 2010. године.
Своју другу по реду збирку песама Благодарим објавила је у Београду, 2012. године.
Трећом збирком Тиховања (Београд, 2016. године) показала се као зрела песникиња.

## Критика и рецензије других
- Тамара Лујак: Трокњижје
- Весна Ковачевић-Соколовић: "Благодарим" (рецензија)
- Весна Ковачевић-Соколовић: Тиховања (Београд, 2016)
- Милан Б. Поповић: "Тиховања" Весне Ковачевић-Соколовић  Архивирано на веб-сајту  (17. новембар 2018)
- Збирка "Тиховања" Весне Ковачевић-Соколовић